# Dreamfall Chapters: The Longest Journey
Dreamfall Chapters: The Longest Journey  ou raccourci Dreamfall Chapters lors de sa sortie en boite est un jeu vidéo d'aventure au format épisodique édité par Red Thread Games, sorti à partir de 2014 sur Windows, Mac, Linux, PlayStation 4 et Xbox One.
Une version boite a par la suite été commercialisée le 5 mai 2017 contenant tous les épisodes.

## Chapitrage
| Épisode                                                                                   | Date de sortie        | Date de sortie | Date de sortie | Date de sortie |  |
| Épisode                                                                                   | Sortie PC, Mac, Linux | Sortie PS4     |                |                |  |
| ----------------------------------------------------------------------------------------- | --------------------- | -------------- | -------------- | -------------- |  |
|                                                                                           |                       |                |                |                |  |
| Livre 1: Reborn                                                                           | 21 octobre 2014       | À venir        |                |                |  |
| - Prologue - Chapitre 1 : Adrift - Chapitre 2 : Awakenings - Interlude                    |                       |                |                |                |  |
|                                                                                           |                       |                |                |                |  |
| Livre 2: Rebels                                                                           | 12 mars 2015          | À venir        |                |                |  |
| - Chapitre 3 : Trials - Chapitre 4 : Dreaming - Chapitre 5 : Anamnesis                    |                       |                |                |                |  |
|                                                                                           |                       |                |                |                |  |
| Livre 3: Realms                                                                           | 25 juin 2015          | À venir        |                |                |  |
| - Interlude II - Chapitre 6 : Machinations - Chapitre 7 : Hunted - Chapitre 8 : Crossings |                       |                |                |                |  |
|                                                                                           |                       |                |                |                |  |
| Livre 4: Revelations                                                                      | 3 décembre 2015       | À venir        |                |                |  |
| - Chapitre 9 : Journeys - Chapitre 10 : Umbrae - Chapitre 11 : Lux - Interlude III        |                       |                |                |                |  |
|                                                                                           |                       |                |                |                |  |
| Livre 5: Redux                                                                            | 17 juin 2016          | À venir        |                |                |  |
|                                                                                           |                       |                |                |                |  |

## Développement
Le jeu a été développé avec Unity. Il a été financé par le Norsk filminstitutt à hauteur de 1 000 000 de NOK et par une campagne sur Kickstarter qui a rapporté plus de 1,5 million de dollars.